# Унесте
У́несте (ест. Uneste küla) — село в Естонії, у волості Рідала повіту Ляенемаа.

## Населення
Чисельність населення на 31 грудня 2011 року становила 11 осіб.

## Географія
Через село проходить автошлях 103 (Рідала — Ніґула).

## Історія
З 1998 року село відновлено як окремий населений пункт.